# 李夢說
李夢說（1864年—1924年），山東陽穀縣四甲李（今聊城市东昌府区朱老庄四甲李村）人，清朝軍事將領，武狀元及第。
光緒十一年（1885年），武舉中式。光緒十五年（1889年），登武進士一甲第一名，授頭等侍衛。光緒二十三年，任兩廣督標前營參將、署督標中軍副將。光緒三十二年，署廣東南韶連鎮總兵。
民國初年，袁世凯称帝後，李夢說不愿依附，遂回籍，协同杨兰亭、白凤岐等组织建立地方武装六合团，维持治安。民國十二年（1923年）偏瘫，次年病卒。

## 外部連結
- 聊城武状元李梦说